# Pseudanophthalmus youngi
Pseudanophthalmus youngi är en skalbaggsart som beskrevs av Krekeler. Pseudanophthalmus youngi ingår i släktet Pseudanophthalmus och familjen jordlöpare. Inga underarter finns listade i Catalogue of Life.